# Pepinster
Pepinster är en kommun i Belgien.   Den ligger i provinsen Liège och regionen Vallonien, i den östra delen av landet, 110 km öster om huvudstaden Bryssel. Antalet invånare är 9 649.
Omgivningarna runt Pepinster är en mosaik av jordbruksmark och naturlig växtlighet. Runt Pepinster är det mycket tätbefolkat, med 1 018 invånare per kvadratkilometer.